# Hipotèrmia
Hipotèrmia (del grec hypo que significa sota i therme que significa calor), és el descens involuntari de la temperatura corporal per sota de 35 °C (95 °F) mesurada amb termòmetre al recte o a l'esòfag.
Si fa molt de fred, la temperatura corporal descendeix bruscament: una caiguda de només 2 °C pot entorpir la parla i l'afectat comença a ensopir-se. Si la temperatura baixa encara més, l'afectat pot perdre la consciència i fins i tot morir.
Es considera hipotèrmia lleu quan la temperatura corporal se situa entre 33 i 35 °C, i va acompanyada de tremolors, confusió mental i malaptesa de moviments.
Entre 30 i 33 °C es considera hipotèrmia moderada i als símptomes anteriors s'hi sumen desorientació, estat de semiinconscient i pèrdua de memòria. Per sota dels 30 °C es tracta d'una hipotèrmia greu, i comporta pèrdua de la consciència, dilatació de les pupil·les, baixada de la tensió i batecs cardíacs molt febles i gairebé indetectables.
En algunes intervencions quirúrgiques, els cirurgians provoquen una hipotèrmia artificial en el pacient, perquè l'activitat dels òrgans sigui més lenta i la demanda d'oxigen sigui menor.
És una síndrome greu amb alta mortalitat, una urgència mèdica que requereix tractament, generalment en la Unitat de Cures Intensives.

## Símptomes
La temperatura normal del cos en l'ésser humà és de 36-36,9 °C. La hipotèrmia es pot dividir en tres etapes segons la gravetat.

### Primera fase

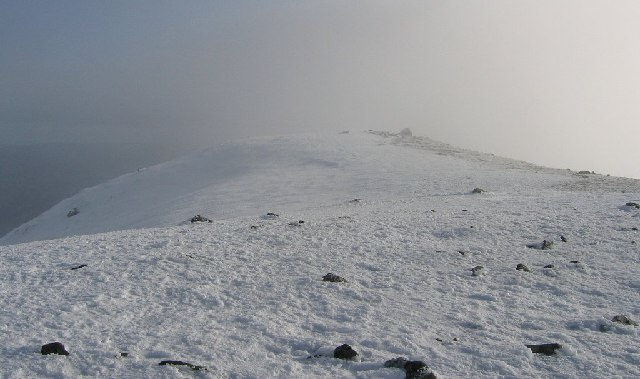
L'exposició a baixes temperatures pot ocasionar hipotèrmia.

A la fase 1a, la temperatura del cos baixa en 1-2 °C per sota de la temperatura normal (35-38 °C). Es produeixen calfreds que poden anar de lleus a fortes. La víctima és incapaç de fer tasques complexes amb les mans, les mans s'entumeixen. Els vasos sanguinis distals a les extremitats es contrauen, disminuint la pèrdua de calor cap a l'exterior per via aèria. La respiració es torna ràpida i superficial.
Apareix la pell de gallina i es eriça el borrissol corporal, en un intent de crear una capa aïllant d'aire a tot el cos (que és d'ús limitat en els éssers humans a causa de la manca de suficient pèl, però útil en altres espècies). Sovint, l'afectat experimentarà una sensació càlida, com si s'hagués recuperat, però és en realitat la partida cap a l'Etapa 2. Una altra prova per veure si la persona està entrant en la fase 2 és que no siguin capaços de tocar el seu polze amb el seu dit petit, és el primer símptoma que els músculs ja no funcionen.

### Segona fase
A la fase 2, la temperatura del cos baixa en 2-4 °C. Els calfreds es tornen més violents. La manca de coordinació en els músculs es fa evident. Els moviments són lents i costosos, acompanyat d'un ritme irregular i lleu confusió, encara que la víctima pugui semblar alerta. La superfície dels vasos sanguinis es contrau més quan el cos focalitza la resta dels seus recursos en mantenir els òrgans vitals calents. La víctima es torna pàl·lida. Llavis, orelles, dits de les mans i peus poden prendre una tonalitat blavosa.

### Tercera fase
A la fase 3, la temperatura del cos baixa per sota d'aproximadament 32 °C. La presència de calfreds en general desapareix. Comencen a ser patent la dificultat per parlar, lentitud de pensament, i amnèsia; també sol presentar-se la incapacitat d'utilitzar les mans i cames. Els processos metabòlics cel·lulars es bloquegen. Per sota de 30 °C, la pell exposada es torna blava, la coordinació muscular es torna molt pobre, caminar es converteix en una cosa gairebé impossible, i la víctima mostra un comportament incoherent / irracional, incloent amagar-se entre coses o fins i tot estupor. El pols i ritme respiratori disminueixen de manera significativa, però poden aparèixer ritmes cardíacs ràpids (taquicàrdia ventricular, fibril·lació auricular). Els òrgans principals fallen. Es produeix la mort clínica. A causa de la disminució de l'activitat cel·lular a la hipotèrmia de fase 3, triga més temps de l'habitual a produir-se la mort cerebral.